# Lathika
Lathika (Malayalam: ലതിക; n. en Kollam, estado de Kerala), es una cantante de plyaback o reproducción india, cuya voz predominó en las listas de música a finales de los años 1980 y principios de los años 1990, dentro de la industria del cine Malayalam. Ella interpreta principalmente temas musicales para el cine Malayalam y Tamil, ya que lo ha realizado para más de 300 películas. Algunas de sus canciones han sido éxito, principalmente temas musicales más conocidos como ‘Kathodu Kathoram…' y ‘Devadoothar Padi…'(‘Kathodu Kathoram'), ‘Melle melle…' (‘Oru Minnaminunginte Nurunguvettam'), y ‘Tharum Thalirum…' (‘Chilambu'), entre otros.

## Carrera
Lathika debutó a la edad de 16 años, en la escena musical con una canción titulada "Pushpathalpathin", que fue escrita y compuesta por Kannur Rajan para la película I. V. Sasi's ‘Abhinandam' (1976). Ella interpretó a dúo un tema musical con K. J. Yesudas. Lathika también compratió los escenarios en óperas de algunos famosos compositores de Malayalam incluyendo a Ravindran Master ('Choola'), Ouseppachan ('Kathodu Kathoram') y SP Venkatesh ('Rajavinte Makan '). Aunque Lathika, anteriormente ya había interpretado temas musicales como cantante de playback y fue una de las artistas más reconocidas de Kollam y Tamil Nadu.

## Vida personal
Actualmente se desempeña como profesora de música en la Escuela de Música Swathi Thirunal, Thiruvananthapuram.